# Vorderscharde
Vorderscharde ist ein Ort in der Gemeinde Marienheide im Oberbergischen Kreis in Nordrhein-Westfalen.

## Lage und Beschreibung
Vorderscharde liegt im Nordwesten von Marienheide. Nachbarorte sind Sattlershöhe, Hinterscharde und Marienheide.

## Geschichte
Scharde wurde erstmals im Jahr 1443 in den Einkünften und Rechte des Kölner Apostelstiftes urkundlich erwähnt. In der Preußischen Uraufnahme von 1840 ist der Ort unter der Bezeichnung „Obr. Scharde“ verzeichnet.

## Busverbindungen
Über die nahe der Ortschaft an der K18 gelegene Haltestelle Scharde der Linie 399 (VRS/OVAG) ist Vorderscharde an den öffentlichen Personennahverkehr angebunden.